# Eli Thayer

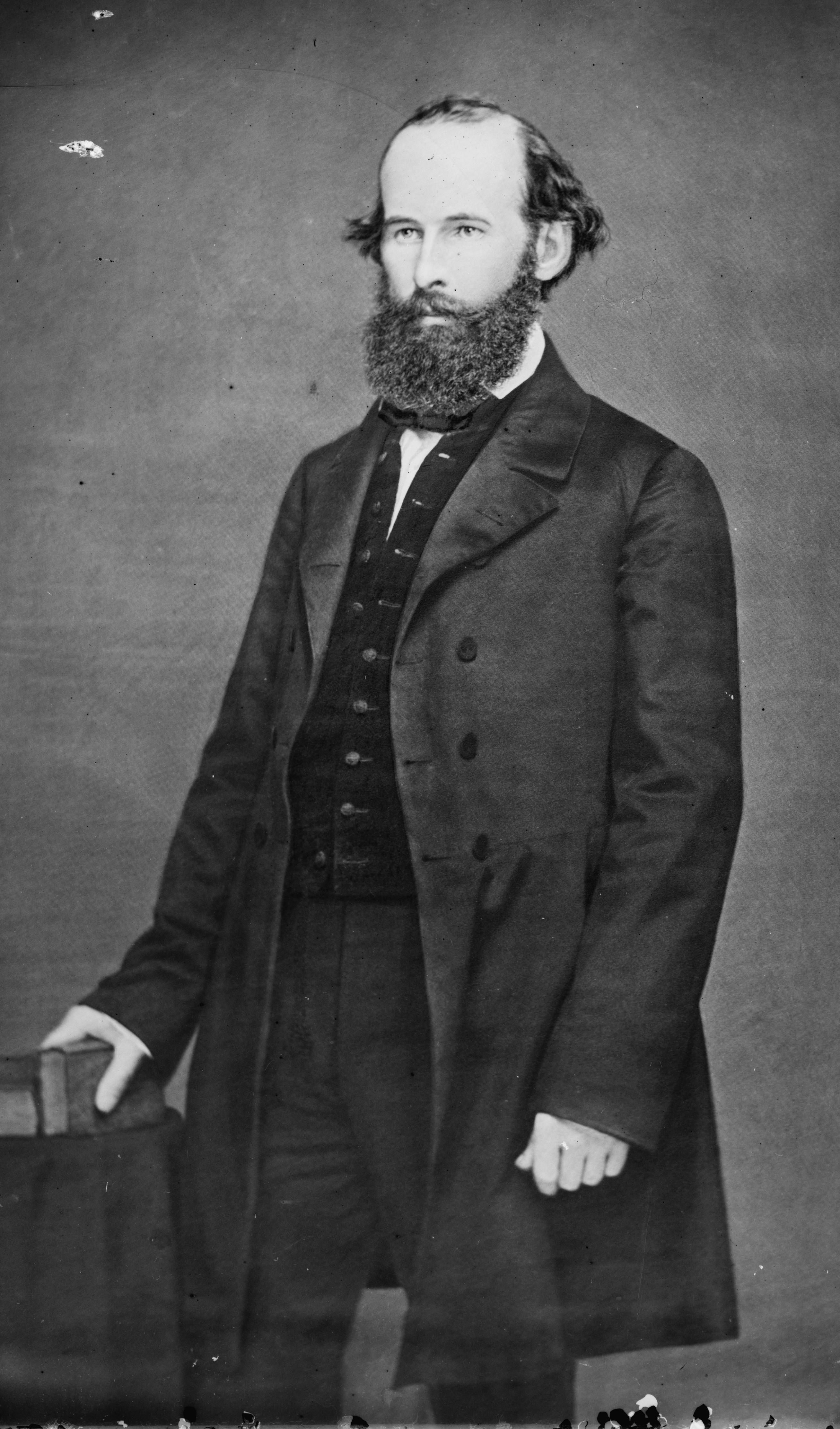
Eli Thayer

Eli Thayer (* 11. Juni 1819 in Mendon, Worcester County, Massachusetts; † 15. April 1899 in Worcester, Massachusetts) war ein US-amerikanischer Politiker. Zwischen 1857 und 1861 vertrat er den Bundesstaat Massachusetts im US-Repräsentantenhaus.

## Leben
Eli Thayer besuchte die öffentlichen Schulen seiner Heimat sowie die Worcester Manual Labor School. Zwischen 1835 und 1836 unterrichtete er in Douglas als Lehrer. Im Jahr 1842 übte er diesen Beruf in Hopkinton (Rhode Island) aus. 1844 leitete er in Providence eine Knabenschule. Gleichzeitig setzte er bis 1845 seine eigene Ausbildung mit einem Studium an der Brown University in Providence fort. Danach war er bis 1848 Lehrer an der Worcester Academy. Thayer studierte auch die Rechtswissenschaften, ohne jedoch jemals als Jurist zu arbeiten. Im Jahr 1848 gründete er eine Mädchenschule namens Oread Collegiate Institute; gleichzeitig schlug er eine politische Laufbahn ein. Er saß 1852 im Schulausschuss der Stadt Worcester, deren Gemeinderat er in den Jahren 1852 und 1853 angehörte. Von 1853 bis 1854 war er Abgeordneter im Repräsentantenhaus von Massachusetts. Parteipolitisch wurde er Mitglied der 1854 gegründeten Republikanischen Partei. Er war an der Gründung der New England Emigrant Aid Company beteiligt, die Kolonisten in das Gebiet des späteren Staates Kansas vermittelte. Diese Siedler waren durchweg Gegner der Sklaverei und sollten einen Abfall des Gebietes an den sklavenfreundlichen Süden verhindern. Allerdings kam es dann in Kansas zu blutigen Zusammenstößen beider Seiten.
Bei den Kongresswahlen des Jahres 1856 wurde Thayer im neunten Wahlbezirk von Massachusetts in das US-Repräsentantenhaus in Washington, D.C. gewählt, wo er am 4. März 1857 die Nachfolge von Alexander De Witt antrat. Nach einer Wiederwahl konnte er bis zum 3. März 1861 zwei Legislaturperioden im Kongress absolvieren. Diese waren von den Ereignissen im unmittelbaren Vorfeld des Bürgerkrieges geprägt. Ab 1859 war Thayer Vorsitzender des Ausschusses zur Verwaltung der öffentlichen Liegenschaften. 1860 wurde er nicht wiedergewählt. Im Mai dieses Jahres war er Delegierter zur Republican National Convention in Chicago, auf der Abraham Lincoln als Präsidentschaftskandidat nominiert wurde.
Nach dem Ende seiner Zeit im US-Repräsentantenhaus wurde Eli Thayer unter anderem auch im Eisenbahngeschäft tätig. Im Jahr 1872 strebte er erfolglos seine Rückkehr in den Kongress an. Er starb am 15. April 1899 in Worcester. Sein Sohn John (1857–1917) wurde ebenfalls Kongressabgeordneter.